# Paul Sawtell
Paul Sawtell (Gilve, 3 febbraio 1906 – Los Angeles, 1º agosto 1971) è stato un compositore polacco, attivo in ambito di colonne sonore cinematografiche dagli anni '40 agli anni '60.

## Filmografia parziale
- La valle degli uomini rossi (Valley of the Sun), regia di George Marshall (1942)
- Tarzan contro i mostri (Tarzan's Desert Mystery), regia di Wilhelm Thiele (1943)
- Sherlock Holmes e la perla della morte (The Pearl of Death), regia di Roy William Neill (1944)
- L'artiglio scarlatto (The Scarlet Claw), regia di Roy William Neill (1944)
- Tarzan e le amazzoni (Tarzan and the Amazons), regia di Kurt Neumann (1945)
- La bionda di bambù (The Bamboo Blonde), regia di Anthony Mann (1946)
- Dietro la maschera (Black Bart), regia di George Sherman (1948)
- Gli avvoltoi (Return of the Bad Men), regia di Ray Enright (1948)
- Bersaglio umano (The Clay Pigeon), regia di Richard Fleischer (1949)
- La preda della belva (Outrage), regia di Ida Lupino (1950)
- La carica degli apaches (The Half-Breed), regia di Stuart Gilmore (1952)
- Il tesoro di Capitan Kidd (Captain Kidd and the Slave Girl), regia di Lew Landers (1954)
- I senza Dio (A Lawless Street), regia di Joseph H. Lewis (1955)
- Lo scorpione nero (The Black Scorpion), regia di Edward Ludwig (1957)
- L'inferno ci accusa (The Story of Mankind), regia di Irwin Allen (1957)
- Kronos il conquistatore dell'universo (Kronos), regia di Kurt Neumann (1957)
- I cacciatori (The Hunters), regia di Dick Powell (1958)
- L'urlo di guerra degli apaches (Ambush at Cimarron Pass), regia di Jodie Copelan (1958)
- Il mostro dell'astronave (It! The Terror from Beyond Space), regia di Edward L. Cahn (1958)
- L'esperimento del dottor K. (The Fly), regia di Kurt Neumann (1958)
- Tarzan and the Trappers, regia di Charles F. Haas, Sandy Howard e, non accreditato, H. Bruce Humberstone - tv movie (1958)
- La vendetta del dottor K. (The Return of the Fly), regia di Edward Bernds (1959)
- Mondo perduto (The Lost World), regia di Irwin Allen (1960)
- Viaggio in fondo al mare (Voyage to the Bottom of the Sea), regia di Irwin Allen (1961)
- I pirati di Tortuga (Pirates of Tortuga), regia di Robert D. Webb (1961)
- L'ammazzagiganti (Jack the Giant Killer), regia di Nathan Juran (1962)
- Cinque settimane in pallone (Five Weeks in a Balloon), regia di Irwin Allen (1962)
- L'ultimo uomo della Terra (The Last Man on Earth), regia di Ubaldo Ragona e Sidney Salkow (1964)
- Faster, Pussycat! Kill! Kill!, regia di Russ Meyer (1965)
- Motorpsycho!, regia di Russ Meyer (1965)
- Il messicano (Emiliano Zapata), regia di Felipe Cazals (1970)